# Конрад II (Урзлинген)
Конрад II фон Урзлинген (на немски: Konrad II von Urslingen; на италиански: Corrado di Urslingen; † 1251) от швабския знатен род Урслинген/Урзлинген, е херцог на Сполето (доказан 1198/1205).

## Произход
Той е син на Конрад I фон Урзлинген († 1202), херцог на Сполето (1183 – 1190 и 1195 – 1198), граф на Асизи (1177), викар в Кралство Сицилия (1195). Брат е на Хайнрих († пр. 1217), херцог на Сполето (1205), Райналд I († пр. 3 декември 1253), херцог на Сполето (1223 – 1230), императорски легат в Италия (1225), и Бертхолд I фон Урслинген († 24 юни 1251), императорски викар (1226).

## Деца
Конрад II фон Урзлинген има един син:
- Конрад III Гуискард († 1279), херцог на Сполето (1227/1267), женен за принцеса Агнес фон Тек († 1261)